# X-kan
X-kan är en vanlig sammanfattande benämning på tre japanska kampkonststilar med huvudsakligen gemensamt ursprung. Termen skapades av Joe Maurantonio 1995. De tre systemen är Bujinkan, Jinenkan och Genbukan, varav samtliga stilar har rötter i Toshitsugu Takamatsus lära.
Grundarna av både Genbukan (Shoto Tanemura) och Jinenkan (Manaka (Fumio) Unsui) var studenter till Masaaki Hatsumi, grundaren av Bujinkan, innan de grundade sina egna respektive skolor.